# 477 Italia
477 Italia eller 1901 GR är en stor asteroid i huvudbältet, som upptäcktes den 23 augusti 1901 av den italienske astronomen Luigi Carnera. Den har fått sitt namn efter landet Italien.
Asteroiden har en diameter på ungefär 22 kilometer.